# Виконт Саутвелл

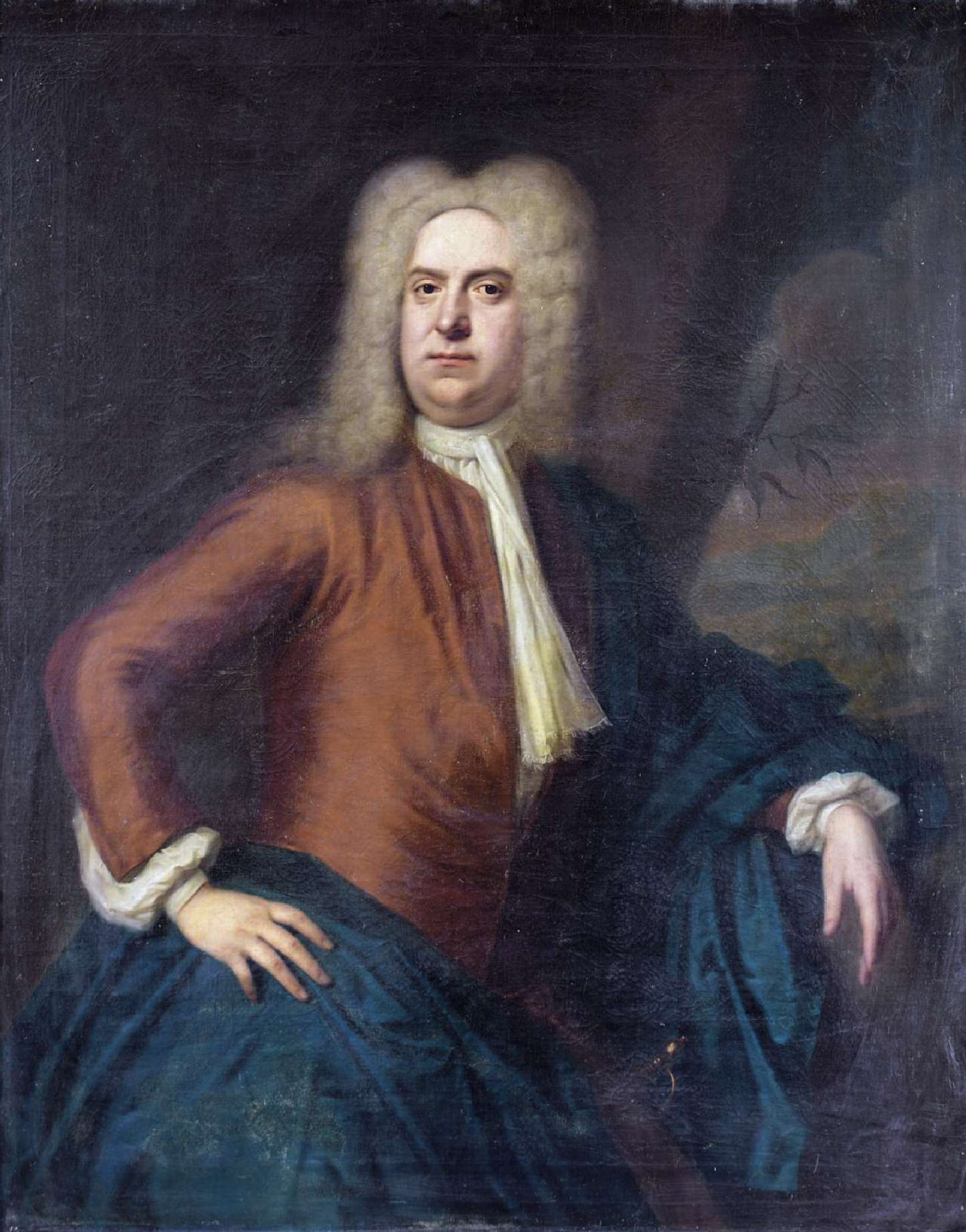
Томас Саутвелл, 1-й барон Саутвелл (1665—1720)

Виконт Саутвелл (англ. Viscount Southwell) из замка Матрац в графстве Лимерик — наследственный титул в системе Пэрства Ирландии.

## История
Титул виконта Саутвелла был создан 18 июля 1776 года для Томаса Саутвелла, 3-го барона Саутвелла (1721—1780). Семья Саутвелл происходил от Томаса Саутвелла (ум. 1680). В 1662 году для него был создан титул баронета из замка Матрац в графстве Лимерик (Баронетство Ирландии). Ему наследовал его сын, Томас Саутвелл, 2-й баронет (1665—1720), который ранее представлял графство Лимерик в Ирландской палате общин (1695—1713, 1715—1717). В 1717 году для него был создан титул барона Саутвелла из замке Матрац в графстве Лимерик (Пэрство Ирландии). Его внук, Томас Джордж Саутвелл, 3-й барон Саутвелл (1721—1780), в 1776 году получил титул виконта Саутвелла. Он заседал в Ирландской палате общин от Эннискорти (1747—1761) и графства Лимерик (1761—1766). Его правнук, Томас Артур Джозеф Саутвелл, 4-й виконт Саутвелл (1836—1878), занимал пост лорда-лейтенанта графства Литрим (1872—1878).
По состоянию на 2025 год, носителем титула являлся его праправнук, Ричард Эндрю Пирс Саутвелл, 8-й виконт Саутвелл (род. 1956), который наследовал своему отцу в 2019 году.

## Баронеты Саутвелл из Замка Матрац (1662)
- 1662—1680: Сэр Томас Саутвелл, 1-й баронет[англ.] (умер 7 декабря 1680), сын Эдмунда Саутвелла и Кэтрин Герберт
- 1680—1720: Сэр Томас Саутвелл, 2-й баронет[англ.] (1665 — 4 августа 1720), старший сын Ричарда Саутвелла, единственного сына предыдущего, барон Саутвелл с 1717 года.

## Бароны Саутвелл (1717)
- 1717—1720: Томас Саутвелл, 1-й барон Саутвелл[англ.] (1665 — 4 августа 1720), внук сэра Томаса Саутвелла, 1-го баронета
- 1720—1766: Томас Саутвелл, 2-й барон Саутвелл[англ.] (7 января 1698 — 19 ноября 1766), старший сын предыдущего
- 1766—1780: Томас Джордж Саутвелл, 3-й барон Саутвелл (4 мая 1721 — 29 августа 1780), старший сын предыдущего, виконт Саутвелл с 1776 года.

## Виконты Саутвелл (1776)
- 1776—1780: Томас Джордж Саутвелл, 1-й виконт Саутвелл (4 мая 1721 — 29 августа 1780), старший сын Томаса Саутвелла, 2-го барона Саутвелла;
- 1780—1796: Томас Артур Саутвелл, 2-й виконт Саутвелл (16 апреля 1742 — 15 февраля 1796), старший сын предыдущего;
- 1796—1860: Томас Энтони Саутвелл, 3-й виконт Саутвелл (25 февраля 1777 — 29 февраля 1860), старший сын предыдущего;
- 1860—1878: Томас Артур Джозеф Саутвелл, 4-й виконт Саутвелл (6 апреля 1836 — 26 апреля 1878), племянник предыдущего, старший сын подполковника достопочтенного Артура Фрэнсиса Саутвелла (1789—1849), внук 2-го виконта Саутвелла;
- 1878—1944: Артур Роберт Пирс Саутвелл, 5-й виконт Саутвелл (16 ноября 1872 — 5 октября 1944), единственный сын предыдущего;
- 1944—1960: Коммандер Роберт Артур Уильям Джозеф Саутвелл, 6-й виконт Саутвелл (5 сентября 1898 — 18 ноября 1960), старший сын предыдущего;
- 1960—2019: Пирс Энтони Джозеф Саутвелл, 7-й виконт Саутвелл (14 сентября 1930 — 23 сентября 2019), единственный сын достопочтенного Фрэнсиса Джозефа Саутвелла (1900—1953), племянник предыдущего;
- 2019 — настоящее время: Ричард Эндрю Пирс Саутвелл, 8-й виконт Саутвелл (род. 15 июня 1956), старший сын предыдущего;
  - Наследник: достопочтенный Чарльз Энтони Джон Саутвелл (род. 1962), младший брат предыдущего.